# Auto-Transport de la Vallée de l'Orbe
 (décembre 2021).
La mise en forme du texte ne suit pas les recommandations de Wikipédia : il faut le « wikifier ».
Les points d'amélioration suivants sont les cas les plus fréquents :
- Les titres sont pré-formatés par le logiciel. Ils ne sont ni en capitales, ni en gras.
- Le texte ne doit pas être écrit en capitales (les noms de famille non plus), ni en gras, ni en italique, ni en « petit »…
- Le gras n'est utilisé que pour surligner le titre de l'article dans l'introduction, une seule fois.
- L'italique est rarement utilisé : mots en langue étrangère, titres d'œuvres, noms de bateaux, etc.
- Les citations ne sont pas en italique mais en corps de texte normal. Elles sont entourées par des guillemets français : « et ».
- Les listes à puces sont à éviter, des paragraphes rédigés étant largement préférés. Les tableaux sont à réserver à la présentation de données structurées (résultats, etc.).
- Les appels de note de bas de page (petits chiffres en exposant, introduits par l'outil «  Source ») sont à placer entre la fin de phrase et le point final[comme ça].
- Les liens internes (vers d'autres articles de Wikipédia) sont à choisir avec parcimonie. Créez des liens vers des articles approfondissant le sujet. Les termes génériques sans rapport avec le sujet sont à éviter, ainsi que les répétitions de liens vers un même terme.
- Les liens externes sont à placer uniquement dans une section « Liens externes », à la fin de l'article. Ces liens sont à choisir avec parcimonie suivant les règles définies. Si un lien sert de source à l'article, son insertion dans le texte est à faire par les notes de bas de page.
- La présentation des références doit suivre les conventions bibliographiques. Il est recommandé d'utiliser les modèles {{Ouvrage}}, {{Chapitre}}, {{Article}}, {{Lien web}} et/ou {{Bibliographie}}. Le mode d'édition visuel peut mettre en forme automatiquement les références.
- Insérer une infobox (cadre d'informations à droite) n'est pas obligatoire pour parachever la mise en page.

Pour une aide détaillée, merci de consulter Aide:Wikification.
Si vous pensez que ces points ont été résolus, vous pouvez retirer ce bandeau et améliorer la mise en forme d'un autre article.
La Société des Auto-Transports de la Vallée de l'Orbe, appelée communément A.V.O., était une entreprise de transports routiers suisse desservant principalement, comme son nom l'indique, le secteur de la vallée de l'Orbe dans le Canton de Vaud. Son siège social était situé à Ballaigues.

## Histoire
La naissance de la société, découle directement de l'abandon du projet de tramway de Vallorbe à Ballaigues par les autorités, le 31 mai 1913, elle sera actée par l'assemblée générale constitutive du 28 mars 1914 puis inscrite au registre du commerce du Canton de Vaud le 28 avril 1914.

Elle exploitera deux autobus de marque Saurer de 16 places sur le trajet Vallorbe - Ballaigues.

### 1950 - 2000
1950 : La société dispose d'une voiture de tourisme et de 2 autocars de 30 places.
1953 : Le fond de prévoyance en faveur du personnel est créé le 29 octobre 1953.
1963 : La société acte dans ses statuts le 25 octobre 1963 la possibilité de devenir entrepreneur postal.
1994 : La société Faucherre Transports SA entre dans la gestion de l'entreprise.

### 2000 - 2016
2002 : Début de l'exploitation en tant qu'entrepreneur CarPostal sur les lignes 10.685 (Orbe - Ballaigues - Vallorbe - Le Day) et 10.686 (Orbe - Baulmes).

Livraison de 2 autobus standards MAN NÜ313/A20 (no 94 et 95)
2003 : Livraison de 2 autobus standards climatisés MAN NÜ313/A20 (no 91 et 93)
2005 : Acquisition d'un minibus Renault Master T35 pour le service ScolaCar.
2010 : Un ancien Setra 213UL de Sion et garé aux TPC à Aigle est amené à l'AVO, il sert de réserve d'urgence.
31 juillet 2014 : Séparation des activités de la société, Faucherre Transports SA récupère le transport de personnes pendant que le groupe Helvetia Environnement récupère la gestion de toutes les autres activités de l'entreprise (transport de marchandises, collecte des déchets et recyclage).
1er janvier 2016 : La société AVO SA est radiée par fusion avec la société Transvoirie

## Le transport de personnes

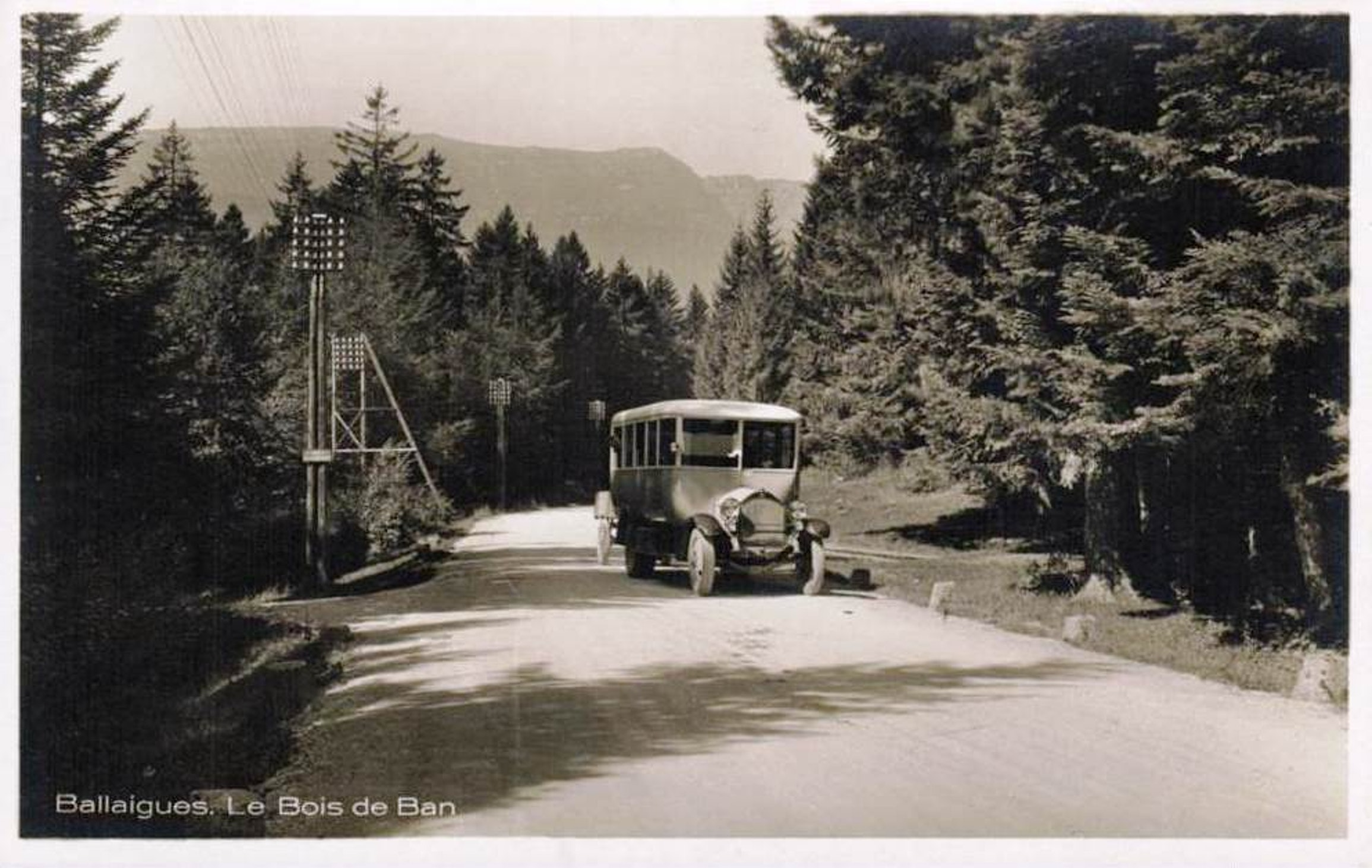
Véhicule de transport AVO en mai 1916

Dès le départ, la société des Auto-Transports de la Vallée de l'Orbe a pour objectif de transporter des personnes, d'abord entre Vallorbe et Ballaigues à la place du projet de tramway avorté par les autorités. En 100 ans d'existence, elle exploitera souvent des lignes dans la vallée de l'Orbe et dans le Nord-Vaudois en général.

### Les lignes CarPostal
A.V.O. obtient, en plus des activités de transports scolaires, l'exploitation des lignes 10.685 (ex-200.55 puis 10.545) et 10.686 (ex-212.15 puis 10.549) de la part de CarPostal.
10.685 : Orbe - Ballaigues - Vallorbe
- 2002 - 2007 : 200.55 : Orbe - Ballaigues - Vallorbe - Le Day
- 2008 : 10.545 : Orbe - Ballaigues - Vallorbe - Le Day
- 2009 - 2011 : 10.685 : Orbe - Ballaigues - Vallorbe - Le Day
- 2011 - 2014 : 10.685 : Orbe - Ballaigues - Vallorbe

C'est la ligne historique des A.V.O. avec la desserte du tronçon Vallorbe - Ballaigues qui a été la raison de la création de l'entreprise. Elle l'exploitera avec ses bus standards sur des horaires très variants au fil des ans mais souvent calqués sur les horaires des entrée et sortie d'écoles.
10.686 : Orbe - Baulmes
- 2002 - 2007 : 212-15 : Orbe - Valeyres-sous-Rances - Baulmes
- 2008 : 10.549 : Orbe - Valeyres-sous-Rances - Baulmes
- 2009 - 2011 : 10.686 : Orbe - Valeyres-sous-Rances - Baulmes
- 2011 - 2014 : 10.686 : Orbe - L'Abergement - Baulmes

Véritable lien entre l'Orbe-Chavornay (OC) et l'Yverdon-Sainte-Croix (YsteC) cette ligne n'a jamais connu une grande fréquentation.
En 2021, ces lignes sont reprises par TRAVYS